# Bombardier CRJ200
O Canadair CRJ 100 e o Bombardier CRJ 200 são aeronaves bimotoras de porte médio e alta performance, com motorização turbofan, com capacidade para transportar 50 passageiros em viagens interestaduais e internacionais. Foram desenvolvidas e fabricadas no Canadá a partir de 1992 (CRJ 100) e a partir de 1996 (CRJ 200) pela então Canadair e, posteriormente, pela Bombardier Aerospace, uma divisão do grupo Bombardier. Utilizaram como base para criação o jato executivo para transporte intercontinental Canadair Challenger, porém com uma quantidade significativa de mudanças que tornam o Canadair CRJ 100 e o Bombardier CRJ 200 modelos de aeronaves diferentes.
A Canadair era controlada pelo governo canadense e foi comprada pelo grupo Bombardier na década de 1980. O Canadair CRJ 100, conhecido também como Canadair CRJ 100 Regional Jet, foi criado para atender pedidos de companhias aéreas regionais por um tipo de transporte mais veloz que os modelos de aeronaves com motorização turboélice disponíveis até então.

## Design e desenvolvimento
As aeronaves comerciais com motorização turbofan são economicamente e tecnicamente mais vantajosas no transporte de passageiros em viagens com mais de 750 quilômetros de distância, enquanto os turboélices apresentam mais vantagens em viagens com menos de 500 quilômetros de distância e operando em aeroportos menores e menos sofisticados que os aeroportos internacionais das grandes cidades, com pistas de pouso com menos de 1.850 metros de comprimento e com obstáculos próximos das cabeceiras e prolongamentos, com até 6 graus de inclinação na rampa de aproximação.
A principal vantagem do jato é a produtividade maior, em função justamente da velocidade de cruzeiro maior. Considerando apenas o aspecto tempo, apenas para efeito de comparação, desconsiderando outros aspectos técnicos, como, por exemplo, o comprimento da pista de pouso, o jato pode ser até duas vezes mais produtivo que um turboélice, viajando até duas vezes mais quilômetros que um turboélice em um mesmo dia.
Por outro lado, em viagens de menos de 500 quilômetros de distância o turboélice pode ser até 15% mais econômico, consumindo menos combustível.
Na década de 1980 e 1990, a então fabricante Canadair e, posteriormente, a Bombardier, optaram por oferecer duas opções totalmente diferentes de equipamentos às companhias aéreas regionais, os turboélices Dash 8 (atualmente conhecidos como Q Series) e os jatos Canadair CRJ 100 e, posteriormente, o Bombardier CRJ 200, que é uma versão modernizada e atualizada do Canadair CRJ 100.
A equipe técnica da Canadair criou o projeto do jato regional Canadair CRJ 100 utilizando como base o projeto de jato executivo Canadair Challenger, para transporte intercontinental, porém o Canadair CRJ 100 tem uma quantidade significativa de diferenças que o torna um modelo de aeronave diferente, com fuselagem muito mais comprida, asas maiores e motores mais potentes.
O Canadair CRJ 100 é impulsionado por dois motores turbofan CF34, fabricados pela General Electric americana. Esses motores são capazes de produzir aproximadamente 8.700 libras de potência na decolagem. Porém eles possuem um reserva de potência adicional de 500 libras, disponível para decolagem em dias quentes, com tanques cheios e cabine lotada de passageiros.
Esse motor CF-34 da General Electric foi originalmente desenvolvido para operações militares em aeronaves utilizadas pela United States Air Force, portanto foi amplamente testado pela aviação militar antes do emprego na aviação civil. São motores reconhecidos como entre os mais confiáveis e eficientes já produzidos para a aviação comercial.

## Mercado
Quando o Canadair CRJ 100 e Bombardier CRJ 200 foram lançados a fabricante brasileira Embraer e a fabricante alemã Dornier ainda estavam projetando os seus respectivos jatos para transporte regional de passageiros, o Embraer ERJ-145 e o Dornier 328, ambos bimotores de médio porte.
Na década de 1990, a Fokker faliu, a Dornier e Fairchild pararam de fabricar aeronaves, e a British Aerospace parou de produzir o quadrimotor a jato BAe Regional Jet. Assim, apenas a Bombardier (com turboélices e jatos), a Embraer (com o EMB-120 Brasilia e a família ERJ) e a ATR (com seus turboélices regionais ATR-42 e ATR-72) disputavam o mercado ocidental de aeronaves para transporte regional.
Até hoje, mais de 900 unidades do Canadair CRJ 100 e Bombardier CRJ 200 foram fabricadas, um grande sucesso de vendas. São aeronaves modernas, o Canadair CRJ 100, por exemplo, já saía de fábrica na década de 1990 com uma boa variedade de equipamentos de navegação e conforto, incluindo APU (uma unidade auxiliar geradora de energia, para ser usada no solo, quando os dois motores turbofans estão desligados) da marca Garrett, aviônicos EFIS (Electronic Flight Instrument System) da marca Collins, o TCAS (equipamento de alerta para evitar acidentes de colisão com outras aeronaves no mesmo tráfego)também da marca Collins, o GPWS (equipamento para evitar colisão contra o solo durante as aproximações, de dia ou a noite, em nevoeiro / neblina espessa ou chuva leve), entre vários outros.

## Bombardier CRJ 200

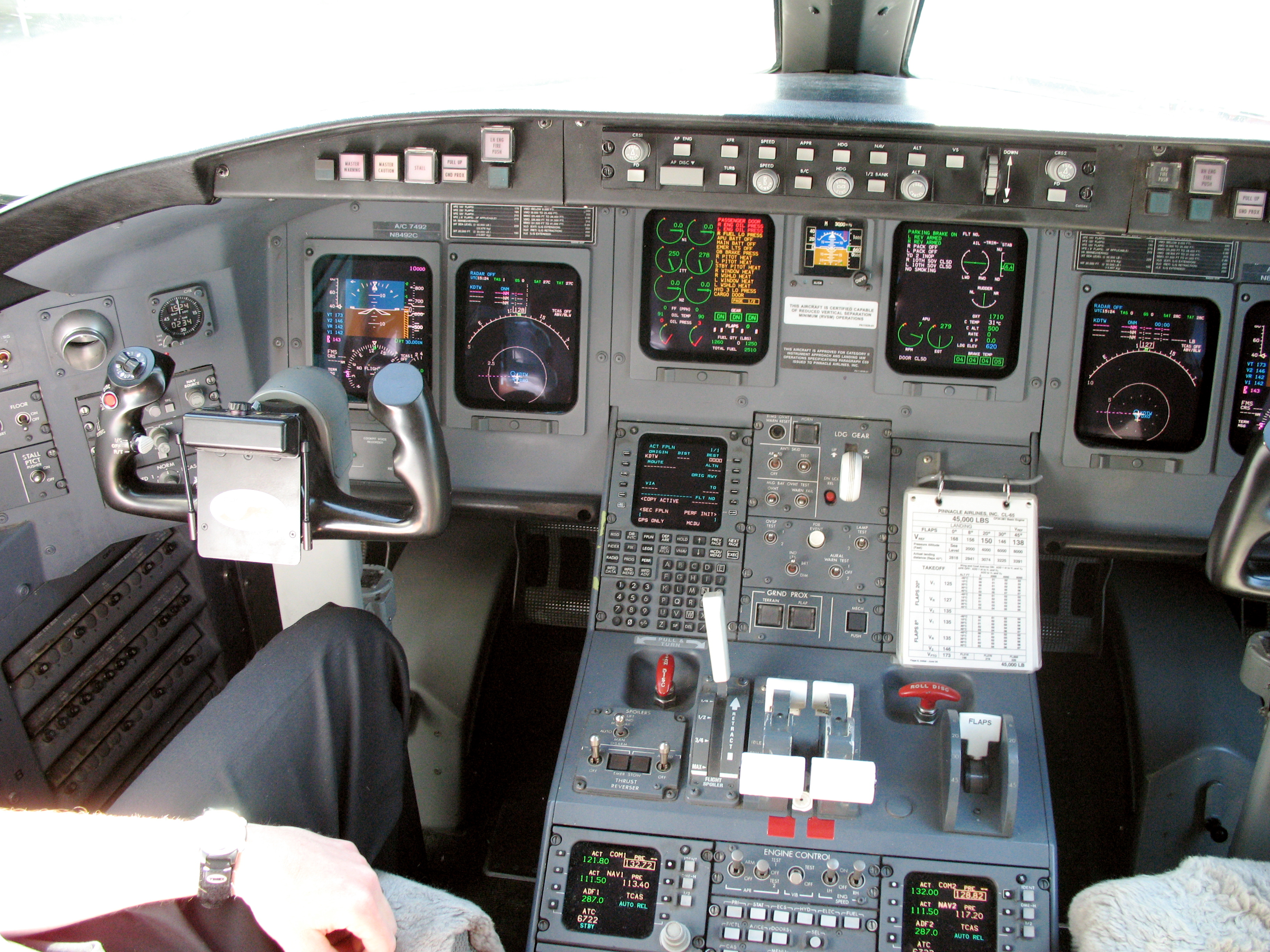
Cockpit CRJ200.

O Bombardier CRJ 200 é uma versão melhorada do Canadair CRJ 100. Existem duas versões do CRJ200: o CRJ200 ER e o CRJ200 LR. A versão Extendend Range (ER) tem um peso máximo de descolagem de 23 134 kg e um alcance de 2 491 km. O modelo Long Range (LR) tem um peso máximo de descolagem de 24 041 kg e um alcance de 3 148 km.
O CRJ200 tem uma performance que lhe permite velocidades de cruzeiro máximas de 860 km/h e teto de serviço (altitude de cruzeiro) de 12 496 metros. Tem um comprimento de 26,77 metros, uma envergadura de 21,21 metros e ainda uma área de asas de 48,35 m².
O seu raio de viragem de 22,86 metros para efectuar uma viragem de 180 graus confere-lhe uma mais valia principalmente em aeroportos congestionados.

## Aviação regional
A Bombardier Aerospace sofreu um decréscimo na procura de aviões comerciais pequenos e decidiu suspender temporariamente a produção do seu jacto de 50 passageiros o CRJ200.
Com o aumento do tráfego de passageiros e a queda de lucros as vendas dos aviões com essa capacidade baixaram porque as companhias aéreas investiram mais em aviões de maior capacidade.
No entanto a produção do jacto executivo Challenger 850, versão particular do CRJ200, foi mantida.

## Grupo Bombardier
Em 2013, o grupo Bombardier era o quarto maior fabricante de aeronaves do mundo. O grupo também é proprietário da Learjet (jatos executivos), da BRP - Bombardier Recreational Products, que produz motos aquáticas com a marca Sea-Doo e motocicletas, triciclos e quadriciclos com a marca Can-Am. Também é dono da Evinrude (motores de popa) e da Rotax (motores aeronáuticos a pistão), atuando ainda em outros segmentos, como o de transporte ferroviário (locomotivas e vagões).

## Ficha técnica
Bombardier CRJ200
- Capacidade: 50 passageiros;
- Tripulação: 2 pilotos e 1 comissária;
- Motorização: 2 X General Electric CF-34-3B1;
- Velocidade de cruzeiro: Aprox. 780 km / h;
- Alcance: Aprox. 2.500 quilômetros (com reservas);
- Peso máximo decolagem: Aprox. 23.000 kg;
- Comprimento: Aprox. 27 metros;
- Envergadura: Aprox. 21,2 metros;
- Altura: Aprox. 6,2 metros;
- Area de asa: Aprox. 48 m²;
- Teto de serviço: Aprox. 12.500 metros;